# Eduardo Echeverría
Eduardo Echeverría (Asunción, 4 de marzo de 1989) es un futbolista paraguayo. Su actual equipo es Volta Redonda Futebol Clube de la Campeonato Brasileño de Serie C. Juega de mediapunta o extremo.

## Trayectoria
Debutó profesionalmente en el año 2009 con el Club Silvio Pettirossi de su ciudad natal. En 2011 ficha por el Club Sportivo Carapeguá con el cual asciende a la Primera División de Paraguay, al terminar como vicecampeón de la División Intermedia. En el Torneo Apertura 2012 (Paraguay) fue uno de los mejores jugadores del torneo, marcando 8 goles y siendo el segundo goleador del campeonato por detràs de José Ortigoza. En junio de 2012 firma con la Liga de Quito.

## Selección nacional
Echeverría debutó internacionalmente con la Selección de fútbol de Paraguay el 25 de abril de 2012, en el partido amistoso contra la Selección de fútbol de Guatemala.El partido resultó a favor de Paraguay 0 - 1 
- Fue parte de la preselección para disputar el partido de visitante por las Eliminatorias del Mundial Brasil 2014 contra la Selección de Bolivia.

El 25 de marzo de 2013 se oficializa su acuerdo con el Manta F.C de Ecuador. Es su segundo paso en el Ecuador luego de ser parte de Liga Deportiva Universitaria de Quito en el 2012 pero por su bajo rendimiento fue dado de baja a final de temporada junto con Ezequiel Luna y Ariel Nahuelpan

## Clubes
| Club                        | País     | Año           |
| --------------------------- | -------- | ------------- |
| Silvio Pettirossi           | Paraguay | 2009 - 2010   |
| Sportivo Carapeguá          | Paraguay | 2011 - 2012   |
| Liga de Quito               | Ecuador  | 2012          |
| Manta                       | Ecuador  | 2013          |
| Club Olimpia                | Paraguay | 2014          |
| Rubio Ñu                    | Paraguay | 2014          |
| Feirense FC                 | Brasil   | 2015          |
| ABC                         | Brasil   | 2016-2017     |
| CSA                         | Brasil   | 2018          |
| Clube do Remo               | Brasil   | 2019          |
| Volta Redonda Futebol Clube | Brasil   | 2019-presente |

## Palmarés
| Título              | Club | País   | Año  |
| ------------------- | ---- | ------ | ---- |
| Campeonato Potiguar | ABC  | Brasil | 2016 |
| Campeonato Potiguar | ABC  | Brasil | 2017 |
| Campeonato Alagoano | CSA  | Brasil | 2018 |